# Wer mich liebet, der wird mein Wort halten, BWV 59

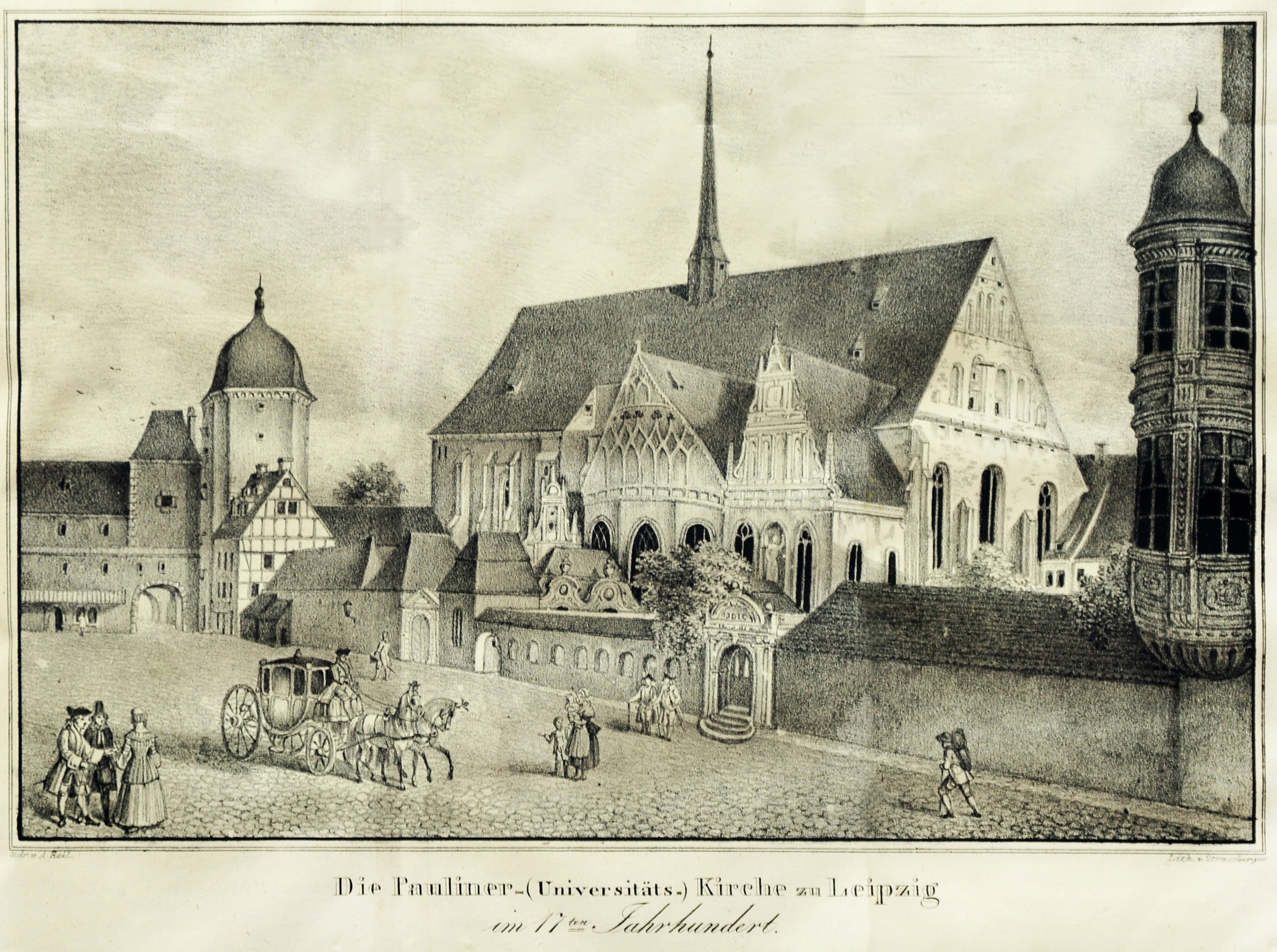
Paulinerkirche, 18. Jh., Lithographie 18,5 × 27,5 cm

Wer mich liebet, der wird mein Wort halten (BWV 59) ist eine Kirchen-Kantate von Johann Sebastian Bach. Er komponierte sie für den 1. Pfingsttag in Leipzig und führte sie wahrscheinlich am 28. Mai 1724 erstmals auf, doch ist auch eine erste Aufführung bereits am 16. Mai 1723 in der Paulinerkirche möglich.

## Geschichte und Worte
Bach schrieb die Kantate für den 1. Pfingsttag in Leipzig und führte sie am 28. Mai 1724 auf, wie die erhaltenen Einzelstimmen belegen. Das war möglicherweise die erste Aufführung, doch stammt die Partitur aus dem Jahr 1723, daher schlug Arnold Schering glaubhaft eine erste Aufführung schon am 16. Mai 1723 in der Paulinerkirche, der Universitätskirche, vor, also zwei Wochen bevor Bachs Amtszeit als Thomaskantor am 1. Sonntag nach Trinitatis begann. Dafür spricht auch die relativ kleine Besetzung mit nur zwei Singstimmen, zwei Trompeten statt der üblichen drei, und ohne Holzbläser.
Die vorgeschriebenen Lesungen für den Festtag waren Apg 2,1–13  und Joh 14,23–31  aus den Abschiedsreden Jesu, die Verheißung des Heiligen Geistes als Beistand, der lehren wird. Die Kantate beruht auf einem Text von Erdmann Neumeister, der 1714 veröffentlicht worden war. Bach vertonte nur vier der sieben Sätze. Dem ersten Satz liegt der erste Vers des Evangeliums zugrunde, den Bach bereits 1714 in Weimar in seiner Kantate für den 1. Pfingsttag Erschallet, ihr Lieder, erklinget, ihr Saiten! auf einen Text von Salomon Franck als Rezitativ gesetzt hatte. In Satz 2 hebt der Dichter die „übergroße Liebe Gottes zu dem hinfälligen Menschengeschlecht“ (Alfred Dürr) hervor. Satz 3 ist ein Choral, die erste Strophe von Martin Luthers Pfingstlied Komm, Heiliger Geist, Herre Gott, dessen Melodie Bach in seiner Weimarer Kantate als instrumentalen cantus firmus in einem Duett eingesetzt hatte. In einer ungewöhnlichen abschließenden Arie beschreibt der Dichter die noch größere Freude im Himmel.
Bach benutzte und erweiterte Teile der Kantate für Wer mich liebet, der wird mein Wort halten, BWV 74, für Pfingsten 1725.

## Besetzung und Aufbau
Die Kantate ist besetzt mit zwei Solisten, Sopran und Bass, vierstimmigem Chor im Choral, zwei Trompeten, Pauken, zwei Violinen, Viola und Basso continuo.
1. Duetto (Sopran, Bass): Wer mich liebet, der wird mein Wort halten
2. Recitativo (Sopran): O was sind das vor Ehren
3. Choral: Komm, Heiliger Geist, Herre Gott
4. Aria (Bass): Die Welt mit allen Königreichen

## Musik
Der erste Satz ist ein ausgedehntes Duett, in dem der Text fünf Mal vorgetragen wird. In vier Abschnitten sind die Stimmen in Imitation geführt, wobei sie unterschiedliche Intervalle und Tonarten berühren. Im fünften Abschnitt singen sie vereint in Sextparallelen. Die Instrumente stellen in einem kurzen Vorspiel ein Motiv vor, das dann auf die Worte „Wer mich liebet“ gesungen wird. Dieses Motiv beginnt jeden Abschnitt.
Satz 2 beginnt als Rezitativ mit Streicherbegleitung, doch es endet als Arioso mit continuo auf die letzte Zeile „Ach, daß doch, wie er wollte ihn auch ein jeder lieben sollte“.
Im Choral erzielt Bach einen besonders vollstimmigen Klang, indem er Violine II und Viola teilweise unabhängig führt. Auf den Choral folgt eine Arie mit obligater Violine. Bachforscher haben diskutiert, ob das ungewöhnliche Ende Bachs Absicht war oder ob er vorhatte, auch den fünften Satz von Neumeisters Textvorlage zu vertonen, einen Choral. John Eliot Gardiner entschied sich dafür, nach der Arie den vorausgegangenen Choral auf die dritte Strophe des Liedes zu musizieren.

## Einspielungen
LP / CD
- Bach Made in Germany Vol. 2 – Cantatas II. Kurt Thomas, Thomanerchor, Gewandhausorchester, Agnes Giebel, Theo Adam. Eterna, 1959.
- J. S. Bach: Kantaten Nr. 27, 118, 158, 59. Jaap Schröder, Amsterdamer Kantorei, Concerto Amsterdam, Rotraud Hansmann, Max van Egmond. Telefunken, 1967.
- J. S. Bach: Das Kantatenwerk – Sacred Cantatas Vol. 3. Nikolaus Harnoncourt, Tölzer Knabenchor, Concentus Musicus Wien, Solist der Wiener Sängerknaben, Ruud van der Meer. Teldec, 1976.
- Die Bach Kantate Vol. 35. Helmuth Rilling, Gächinger Kantorei Stuttgart, Bach-Collegium Stuttgart, Arleen Augér, Niklaus Tüller. Hänssler, 1977.
- J. S. Bach: Complete Cantatas Vol. 6, Ton Koopman, Amsterdam Baroque Orchestra & Choir, Ruth Ziesak, Klaus Mertens. Antoine Marchand 1997.
- J. S. Bach: Whitsun Cantatas / Pfingstkantaten: No. 172, 59, 74, 34. John Eliot Gardiner, Monteverdi Choir, English Baroque Soloists, Magdalena Kožená, Peter Harvey. Deutsche Grammophon, 2000.

DVD
- „Wer mich liebet, der wird mein Wort halten“. Kantate BWV 59. Rudolf Lutz, Chor und Orchester der J. S. Bach-Stiftung, Joanne Lunn, Jan Börner, Walter Siegel, Ekkehard Abele. Samt Einführungsworkshop sowie Reflexion von Verena Kast. Gallus Media, 2013.